# Marco Pannella
Marco Pannella (2. května 1930 Teramo – 19. května 2016 Řím) byl italský politik, novinář a aktivista.
Angažoval se v oblasti občanských práv, prosazoval v Itálii např. právo na rozvod, právo na potrat nebo legalizaci marihuany. Lidská práva podporoval i na mezinárodním poli, týkalo se to např. snahy o nezávislost Tibetu. V letech 1989–2016 byl předsedou Transnacionální radikální strany. V letech 1979–2009 zasedal v Evropském parlamentu.